# Carmen Vallejo

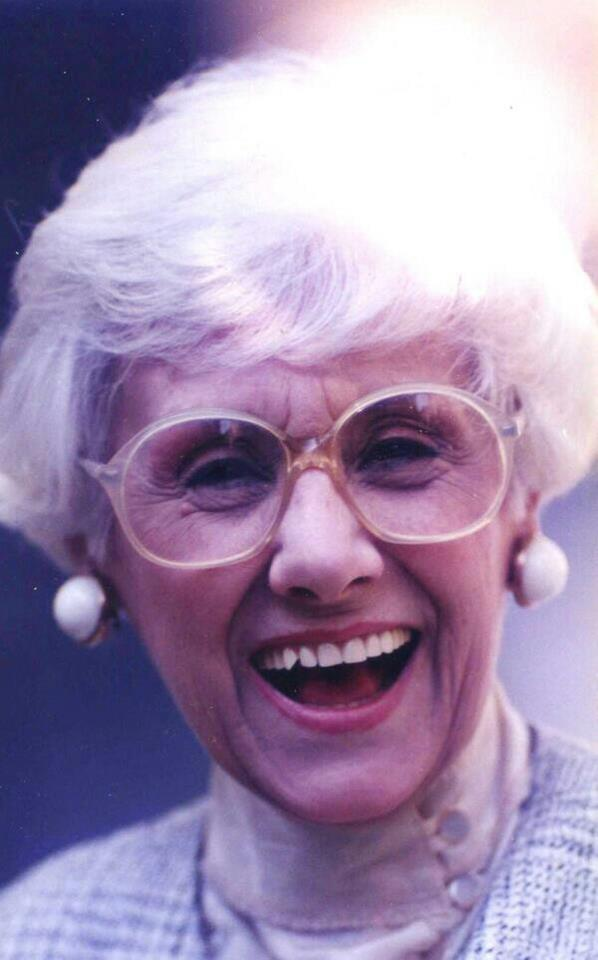
Carmen Vallejo (2013)

Rufina Carmen Vallejo, auch als Carmen Vallejo bekannt, (geboren am 26. November 1922 in La Plata, Argentinien; gestorben am 20. April 2013 in Buenos Aires) war eine argentinische Filmschauspielerin.

## Leben
Vallejo begann ihre Karriere als Theaterschauspielerin und als Moderatorin und Sprecherin von Radio-Theaterstücken des Senders El Mundo. Ihr Filmdebüt gab sie 1951 im Film Pocholo, Pichuca y yo. In den 1960er gelangte ihr der Durchbruch vor allem als Darstellerin in Komödien. Zudem war sie die Synchronsprecherin für die US-Amerikanerin Lucille Ball. 1999 wurde sie mit dem Premio Podestá geehrt. Sie spielte in acht Filmen und 50 Theaterstücken mit.
Ihr Ehemann war der Komponist Oscar Alemán, mit ihm war sie 40 Jahre verheiratet. Sie hat zwei Töchter, darunter die Schauspielerin Selva Alemán. Sie hatte drei Enkel und drei Urenkel. Sie verstarb am 20. April 2013. Die Todesursache wurde nicht der Öffentlichkeit mitgeteilt.

## Filmografie
- 1951: Pocholo, Pichuca y yo
- 1962: Amelia no vendrá (Fernsehserie, 100 Folgen)
- 1962: Silvia muere mañana (Fernsehserie, 21 Folgen)
- 1962: Teleteatro Odol (Fernsehserie, 1 Folge)
- 1964: Mis hijos y yo (Fernsehserie, 14 Folgen)
- 1965–1974: La tuerca (Fernsehserie)
- 1970: Matrimonios y algo más (Fernsehserie, 3 Folgen)
- 1970: El principio y el fin (Fernsehserie, 19 Folgen)
- 1971: Bikinis y plumas (Miniserie, 3 Folgen)
- 1971: Nosotros también reímos (Fernsehserie, 18 Folgen)
- 1971: El Chinchorro (Fernsehserie, 9 Folgen)
- 1972: Revista de revistas (Fernsehserie, 3 Folgen)
- 1973: El Sangarropo (Fernsehserie, 3 Folgen)
- 1974: Clínica con música
- 1974: Un viaje de locos
- 1977: Crecer de golpe
- 1978: El mundo del espectáculo (Fernsehserie, 1 Folge)
- 1978: Olmedo 78 (Fernsehserie, 3 Folgen)
- 1979: Olmedo 79 (Fernsehserie, 3 Folgen)
- 1979: Se necesita una ilusión (Fernsehserie, 119 Folgen)
- 1981: Los especiales de ATC (Fernsehserie, 1 Folge)
- 1981: La tuerca (Fernsehserie, 3 Folgen)
- 1981: La Torre en jaque (Fernsehserie, 60 Folgen)
- 1982: Como en el teatro (Fernsehserie)
- 1981–1982: 1982 El ciclo de Guillermo Bredeston y Nora Cárpena (Fernsehserie, 21 Folgen)
- 1981–1982: Teatro de humor (Fernsehserie, 14 Folgen)
- 1984: Las chancletas de papá (Fernsehserie, 19 Folgen)
- 1985: Duro como la roca... frágil como el cristal (Fernsehserie, 39 Folgen)
- 1986: Cuidado, hombres trabajando
- 1988: Como la vida misma (Miniserie, 2 Folgen)
- 1988: Contracara (Fernsehserie, 60 Folgen)
- 1990: Atreverse (Fernsehserie, 2 Folgen)
- 1991: Pizza Party (Fernsehserie, 19 Folgen)
- 1991; Regalo del cielo (Fernsehserie, 190 Folgen)
- 1992: Patear el tablero (Fernsehserie, 3 Folgen)
- 1992: Amores (Fernsehserie, 2 Folgen)
- 1993: Alta comedia (Fernsehserie, 1 Folge)
- 1985: La casa de la esquina (Fernsehserie, 31 Folgen)
- 1996: No todo es noticia (Fernsehserie, 3 Folgen)
- 1996: El último verano (Fernsehserie, 50 Folgen)
- 1998–1999: Gasoleros (Fernsehserie)
- 1998: La condena de Gabriel Doyle (Fernsehserie)
- 1998: Señoras sin señores (Fernsehserie, 3 Folgen)
- 2001: Poné a Francella (Fernsehserie, 39 Folgen)
- 2002: Tiempofinal (Miniserie, 1 Folge)
- 2004: 18-j
- 2004: La niñera (Fernsehserie, 81 Folgen)
- 2006: El refugio (de los sueños) (Fernsehserie, 12 Folgen)
- 2012: El Tabarís, lleno de estrellas (Fernsehfilm)
- 2014: El grito en la sangre